# Astragalus loanus
Astragalus loanus är en ärtväxtart som beskrevs av Rupert Charles Barneby. Astragalus loanus ingår i släktet vedlar, och familjen ärtväxter. Inga underarter finns listade i Catalogue of Life.